# Abwehrgruppe 218
L'Abwehrgruppe 218, noto con il nome in codice Kampfgruppe Edelweiss, era un'unità anti-partigiana della Germania nazista che operò in Slovacchia durante la seconda guerra mondiale.
La principale missione di questo Kampfgruppe fu "dare la caccia" ai partigiani.

## Struttura organizzativa del gruppo
La sua formazione iniziò alla fine del settembre 1944 a Žilina. Il personale era composto da ufficiali tedeschi provenienti dalla divisione Panzergrenadier "Brandenburg". Al comando c'era Erwin Thun von Hohenstein, suo vice il capo del personale SS-Obersturmführer König.

## Suddivisione Abwehrgruppe 218 "Edelweiss"
L'Abwehrgruppe 218 "Edelweiss" era costituita da 250-300 uomini e fu suddivisa in 4 sezioni:
- la cosiddetta "Partisan" Abteilung, circa 25 uomini, sotto il diretto comando dello Sturmbannführer von Thun-Hohenstein;
- la sezione chiamata "Russisch" Abteilung, circa 50 cosacchi del Don, comandati dall'Oberscharführer Berlisov;
- la cosiddetta "Kaukasier" Abteilung, circa 50 caucasici e circassi, comandati dall'Oberscharführer Khan;
- la cosiddetta "Slowakisch" Abteilung, circa 131 uomini, per la maggior parte slovacchi e cechi, quasi tutti ex guerriglieri che svolgevano funzioni per lo più di scout e agenti provocatori, provenienti dall'organizzazione della Slovenská Pracovná Služba (SPS), guidati dall'ex capitano dell'esercito slovacco diventato Hauptsturmführer Ladislav Nižňansky.

L'Abwehrgruppe 218 arrivò a contare fino a circa 3.000 uomini. Nella sua attività, ha lavorato con l'esercito slovacco e l'SD tedesco. I soldati dell'Abwehgruppe 218 erano molto ben armati ed equipaggiati. Utilizzavano fucili e pistole tedesche, cecoslovacche e dell'Unione Sovietica. Indossavano le uniformi tedesche e slovacche.